# Bavič
Bavič je osoba, která poskytuje zábavu v mnoha různých formách, například mluveným slovem, zpěvem či tancem. Nejtalentovanější baviči se stávají středem pozornosti. Mnoho známých bavičů jsou herci či jiní umělci pohybující se v showbyznysu. S nejznámějšími baviči vznikají televizní pořady a talk show, jako například Partička, Možná přijde i kouzelník, Vtip za stovku!, Televarieté, Tři tygři, Tele Tele, Parta z penzionu, Show Jana Krause. V zahraničí pak Dancing with the Stars, Danse avec les stars či KVN.
Slovo bavič v prvním významu vzniklo pravděpodobně nejprve jako příležitostné pojmenování s nepříliš výrazným expresivním příznakem (zvláště v mluvě mládeže a v trampském prostředí), který se s opakovaným a častým užíváním slova postupně vytrácel, takže dnes lze pojmenování hodnotit již jako expresivně nepříznakové, přijatelné jak v mluveném, tak psaném projevu.[zdroj?] Slovo bavič jako pojmenování bezpříznakové zároveň zaplnilo mezeru mezi domácími pojmenováními pro osoby projevující se touto nápadnou vlastností, dovedností bavit ostatní. Začlenilo se do řady vedle obdobných příležitostných, většinou ale obrazných pojmenování cizího původu (showman, klaun, komediant), a také vedle poněkud knižních pojmenování s blízkým významem (humorista, žertéř) nebo expresivních, ale někdy poněkud zastaralých pojmenování (veselý patron, veselá kopa, šprýmař, filuta, ferina, šibal, čtverák, vtipálek, srandista), významem jen částečně podobných. Slovo bavič na rozdíl od ostatních významově blízkých slov se díky četnosti užití, bezpříznakovosti i strukturním předpokladům být základem pro další odvozená slova stalo dominantním členem této řady.

## Vybraní čeští baviči
- Josef Carda
- Petr Cerha
- Daniel Čech
- Miloš Čermák
- Albert Čuba
- Petr Čtvrtníček
- Marek Daniel
- Martin Dejdar
- Miroslav Donutil
- Josef Dvořák
- Miroslav Etzler
- Václav Faltus
- Robin Ferro
- Arnošt Frauenberg
- Richard Genzer
- Dalibor Gondík
- Aleš Háma
- Tomáš Hanák
- Ondřej Havlík
- Vladimír Hron
- Karel Hynek
- Igor Chmela
- Zdeněk Izer
- Petr Jablonský
- Robert Jašków
- Tomáš Jeřábek
- Oldřich Kaiser
- Michal Kavalčík
- Pavel Kikinčuk
- Miloš Knor
- Jakub Kohák
- Václav Kopta
- Štěpán Kozub
- Jan Kraus
- Václav Upír Krejčí
- Jiří Lábus
- Lukáš Langmajer
- Dominik Heřman Lev
- Pavel Liška
- Tomáš Matonoha
- Tomáš Měcháček
- Vladimír Menšík
- Ivan Mládek
- Josef Mladý
- Jan Mrázek
- Josef Alois Náhlovský
- Petr Nárožný
- Robert Nebřenský
- Richard Nedvěd
- Michal Nesvadba
- Miloš Nesvadba
- Leoš Noha
- Michal Novotný
- Petr Novotný
- Lukáš Pavlásek
- Ivo Pešák
- Radek Petráš
- Milan Pitkin
- Vladimír Polák
- Josef Polášek
- Bolek Polívka
- Jakub Prachař
- Luděk Sobota
- Ondřej Sokol
- Luděk Staněk
- Michal Suchánek
- Karel Šíp
- Milan Šteindler
- Petr Švancara
- Pavel Tomeš
- Jiří Voskovec
- Zbyněk Vičar
- Václav Vydra
- Petr Vydra
- Jan Werich
- Pavel Kožíšek
- Vojtěch Záveský
- Jakub Žáček

## Vybrané české bavičky
- Simona Babčáková
- Zuzana Bubílková
- Adéla Elbel
- Adéla Gondíková
- Kateřina Kaira Hrachovcová
- Ester Kočičková
- Halina Pawlowská
- Iva Pazderková
- Anna Polívková
- Petra Špalková
- Tatiana Vilhelmová

## Vybraní slovenští baviči
- Marián Čurko
- Daniel Dangl
- Róbert Jakab
- Juraj Kemka
- Ľuboš Kostelný
- Maroš Kramár
- Lukáš Latinák
- Marián Miezga
- Roman Pomajbo
- Richard Stanke

## Vybrané slovenské bavičky
- Zora Kolínska
- Nora Mojsejová
- Magda Paveleková
- Petra Polnišová